# Gornja Jošanica
Gornja Jošanica (em cirílico: Горња Јошанича) é uma vila da Sérvia localizada no município de Blace, pertencente ao distrito de Toplica, na região de Toplica. A sua população era de 268 habitantes segundo o censo de 2011.

## Demografia
| 1948 | 1953 | 1961 | 1971 | 1981 | 1991 | 2002 | 2011 |
| ---- | ---- | ---- | ---- | ---- | ---- | ---- | ---- |
| 968  | 1031 | 989  | 830  | 645  | 549  | 329  | 268  |